# Andrićgrad
Andrićgrad (în sârbă Андрићград, cu sensul „orașul lui Andrić”) este numele unui proiect de construcție în curs de desfășurare în Višegrad, Bosnia și Herțegovina inițiat de regizorul de faimă internațională Emir Kusturica. Orașul este dedicat romancierului laureat al Premiului Nobel, iugoslavul Ivo Andrić.
Construcția orașului Andrićgrad, cunoscut, de asemenea, sub numele de Kamengrad (Каменград, "Orașul de Piatră") a început pe 28 iunie 2011, și a fost deschis oficial pe data de 28 iunie 2014, marcând 100 de ani de la asasinarea Arhiducelui Ferdinand de către Gavrilo Princip. Andrićgrad este situat la câțiva kilometri de primul oraș al lui Kusturica, Drvengrad (Orașul de Lemn), în Serbia.

## Privire de ansamblu

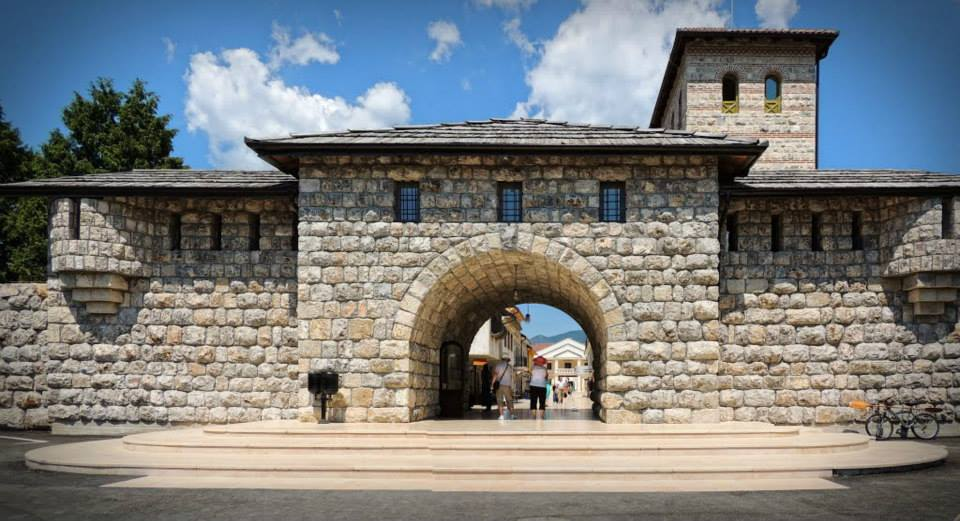
Intrarea principală în Andrićgrad

Andrićgrad este situat în apropiere de Podul Mehmed Paša Sokolović, înscris în  Patrimoniul Mondial UNESCO, întinzându-se de la pod până la confluența cu râul Rzav. După Drvengrad, acesta este cel de-al doilea oraș pe care  Kusturica l-a creat de la zero. Andrićgrad va fi folosit ca loc pentru noul film al lui Kusturica Na Drini cuprija (E un pod pe Drina...), bazat pe romanul cu același nume, pentru care Ivo Andrić a luat Premiul Nobel pentru Literatură. 

## Cetățeni de onoare
Cetățenii de onoare sunt persoanele care au fost premiate cu Cheia Orașului. Acestea sunt:
- Milorad Dodik, Președintele așa-numitei Republici Sârbe
- Vuk Jeremić, Președintele celei de a 67-a sesiuni a Adunării Generale a ONU
- Matija Bećković, scriitor
- Novak Đoković, jucător de tenis

## Galerie

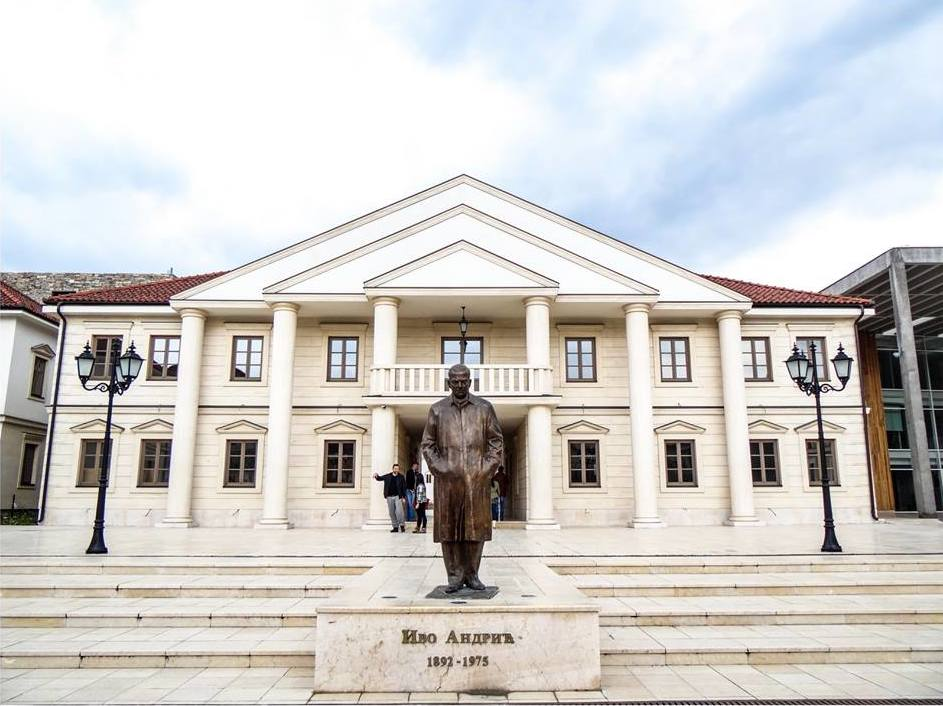
Piața centrală din Andrićgrad
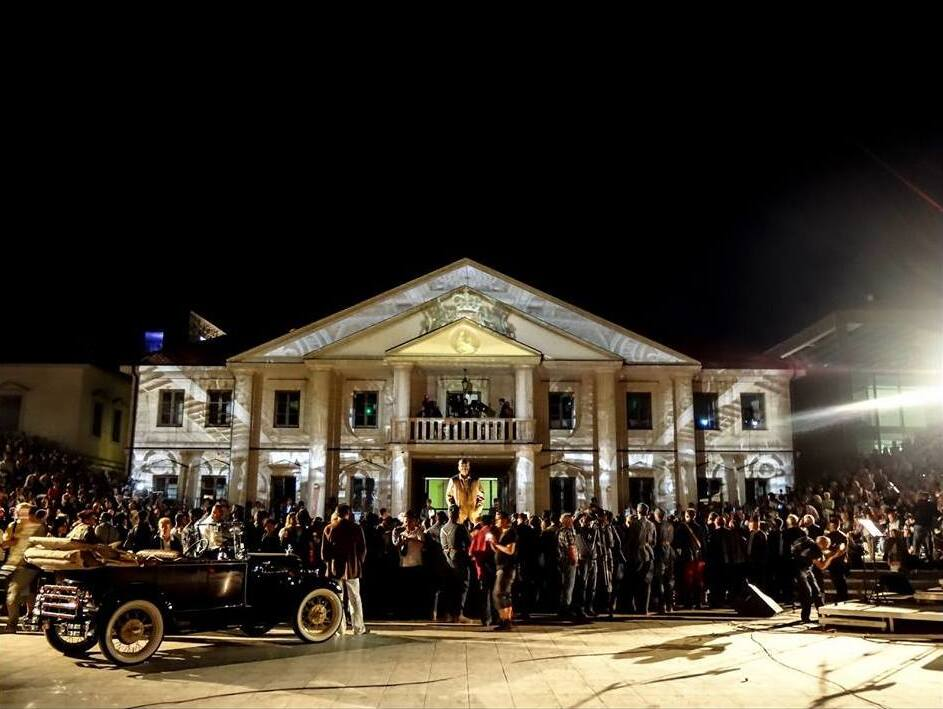
Andrićgrad la deschiderea din 28 iunie 2014
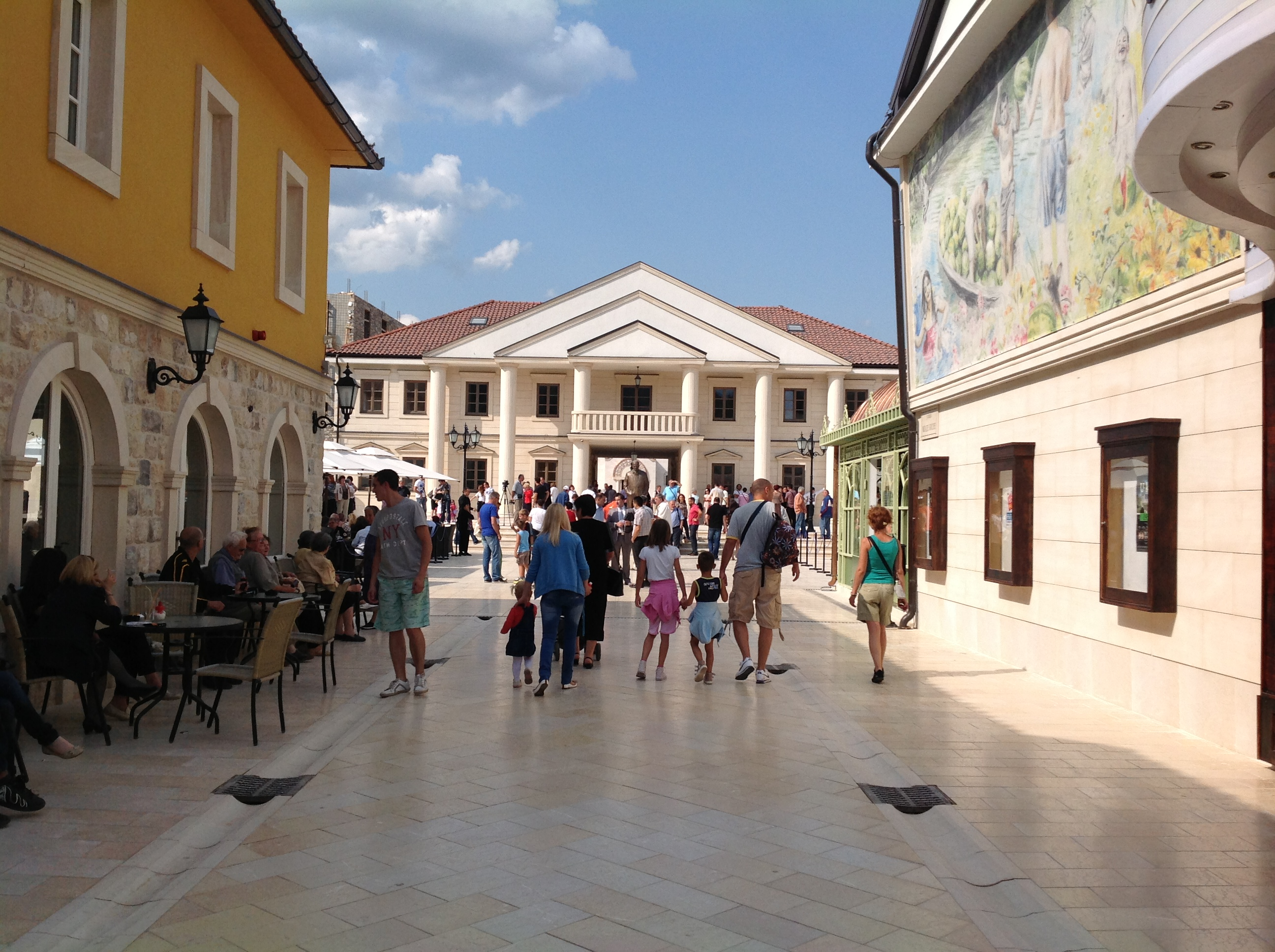
Strada principală din Andrićgrad.
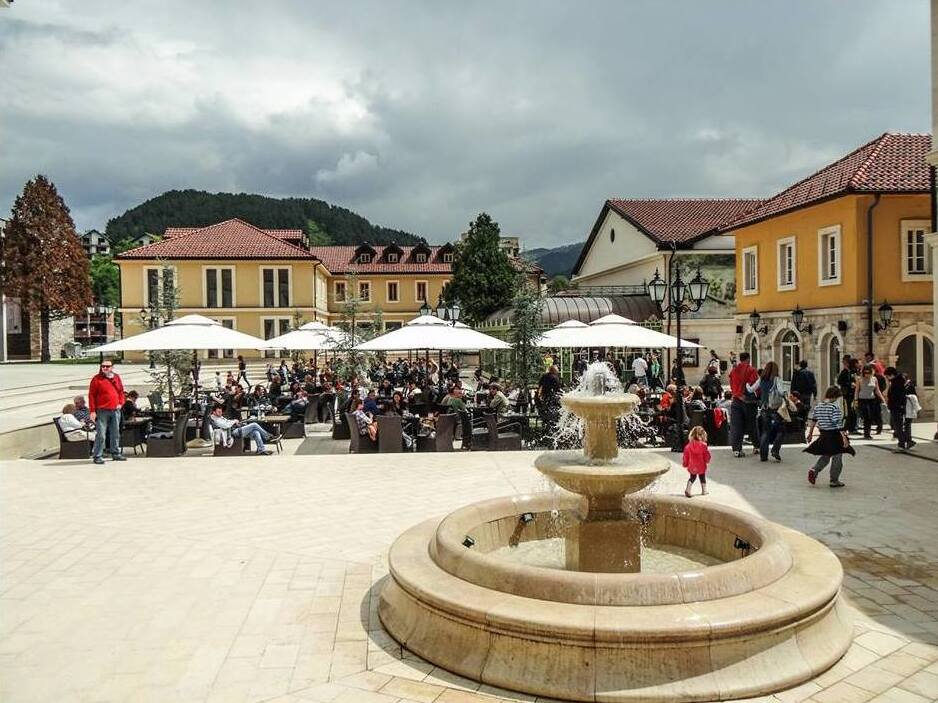
Piață în Andrićgrad
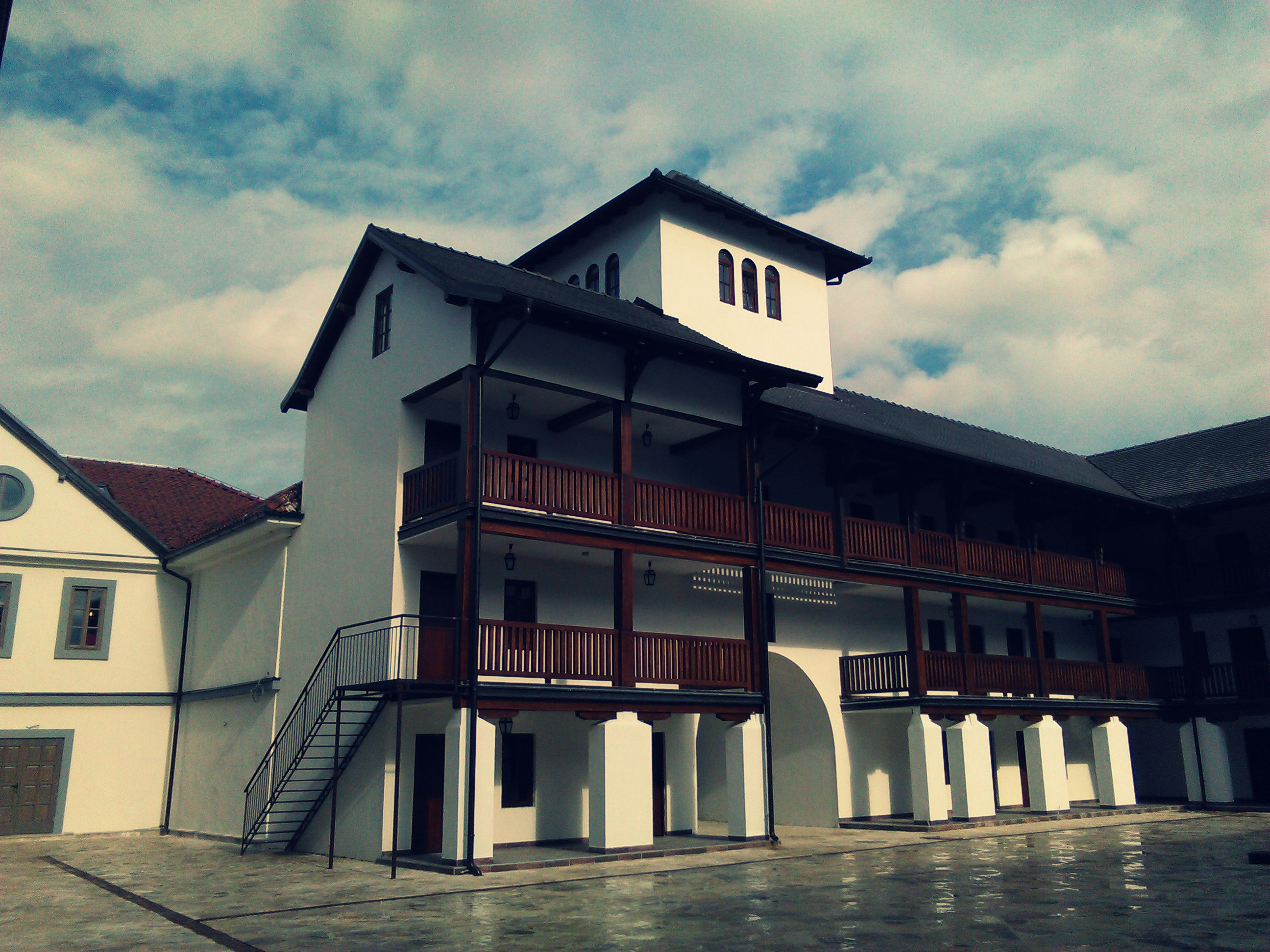
Arhitectură medievală sârbească
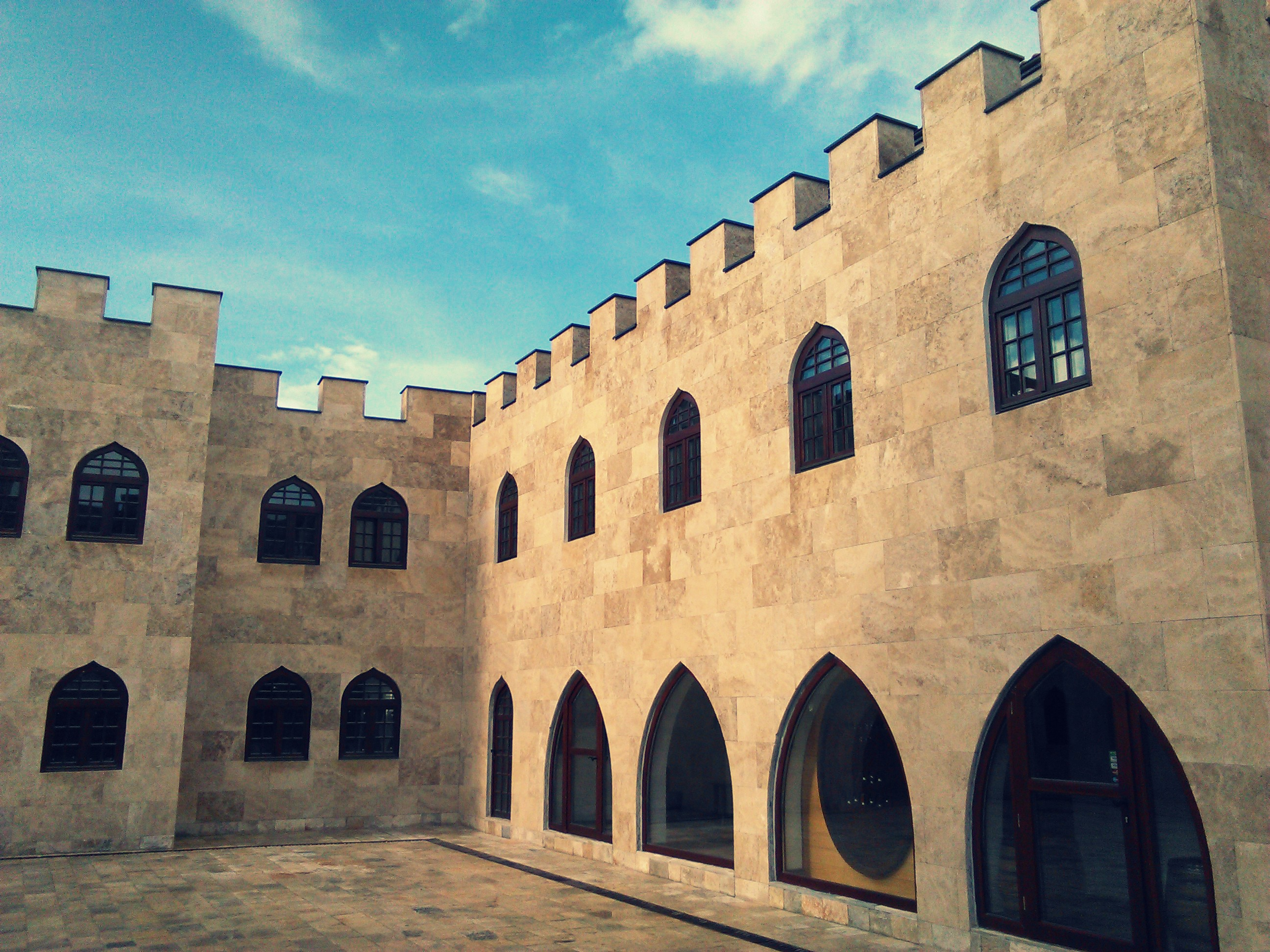
Arhitectură orientală
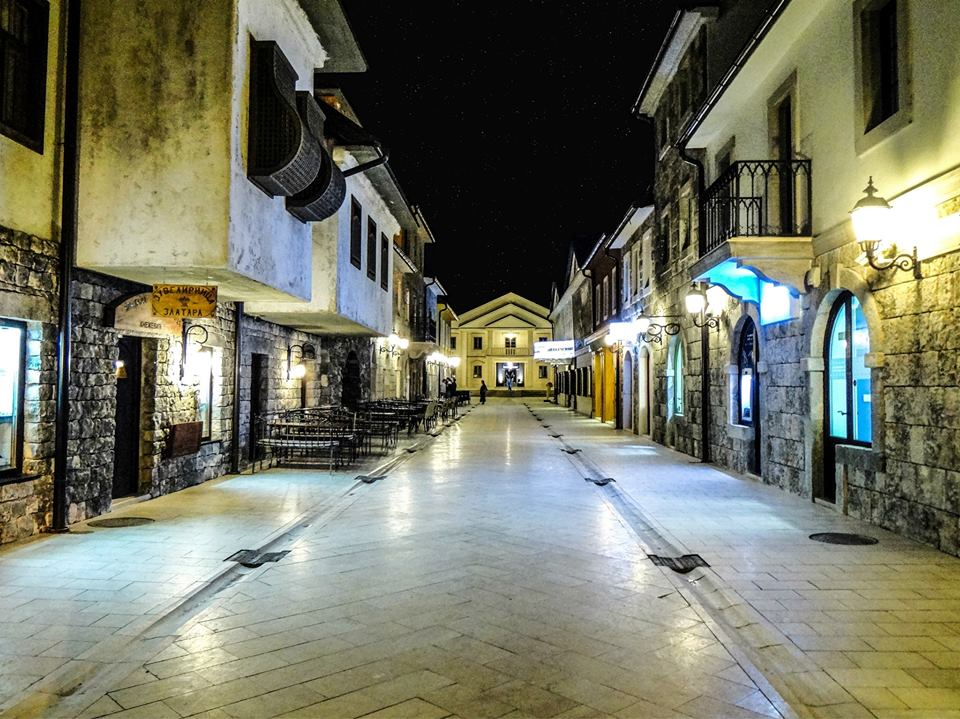
Andrićgrad noaptea
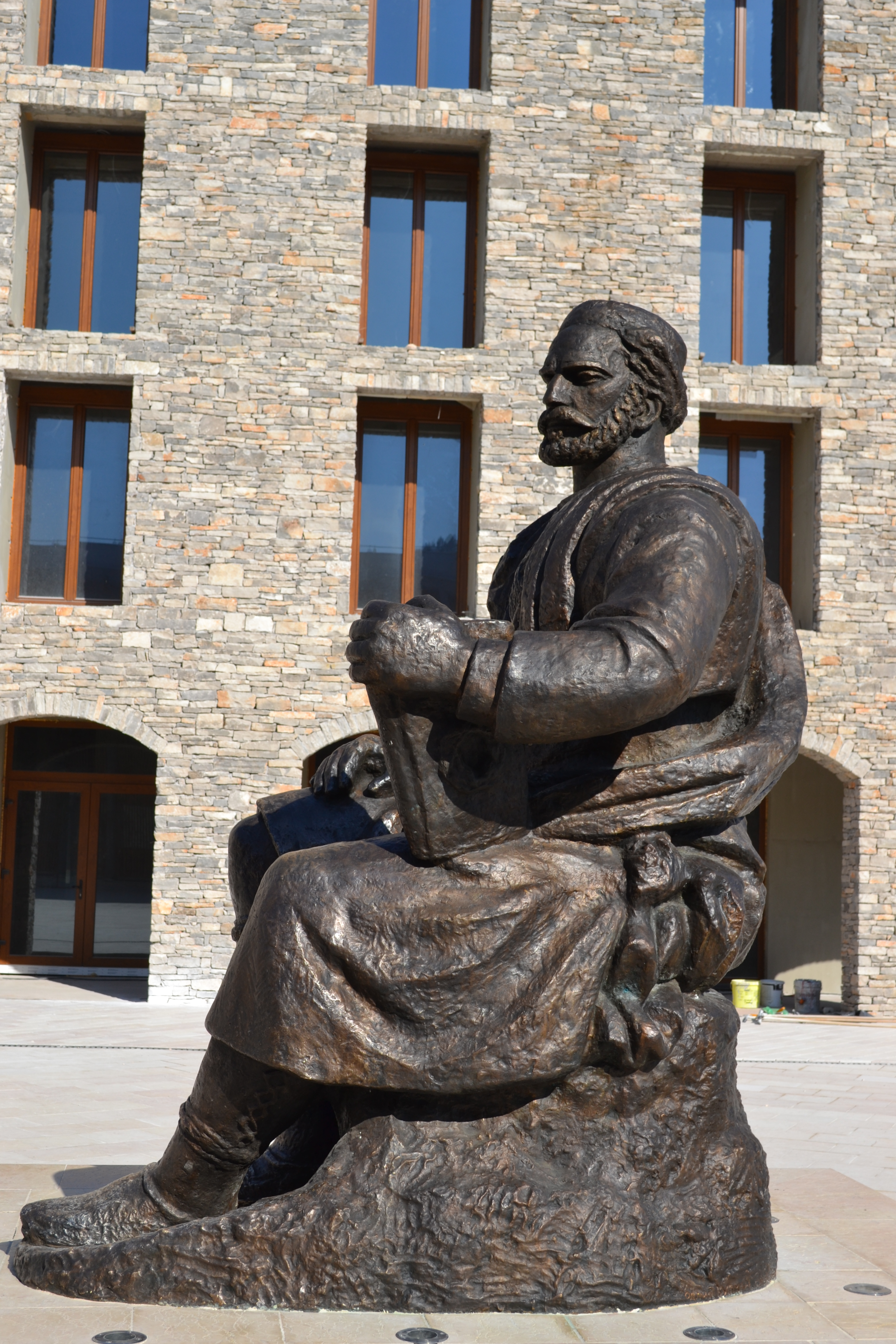
Monumentul inchinat lui Petar II Petrović-Njegoš
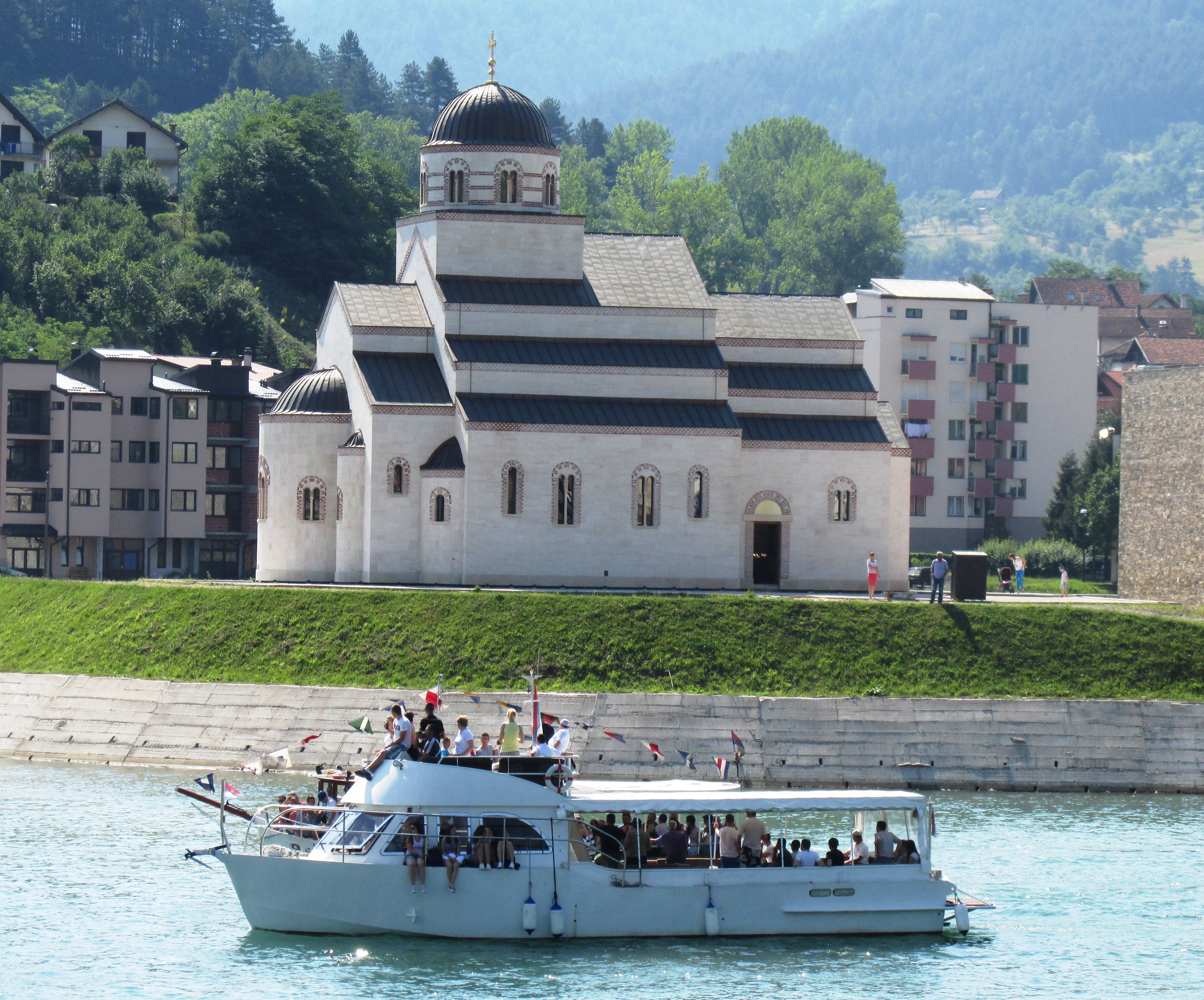
Biserica Sfântul Voievod Lazăr
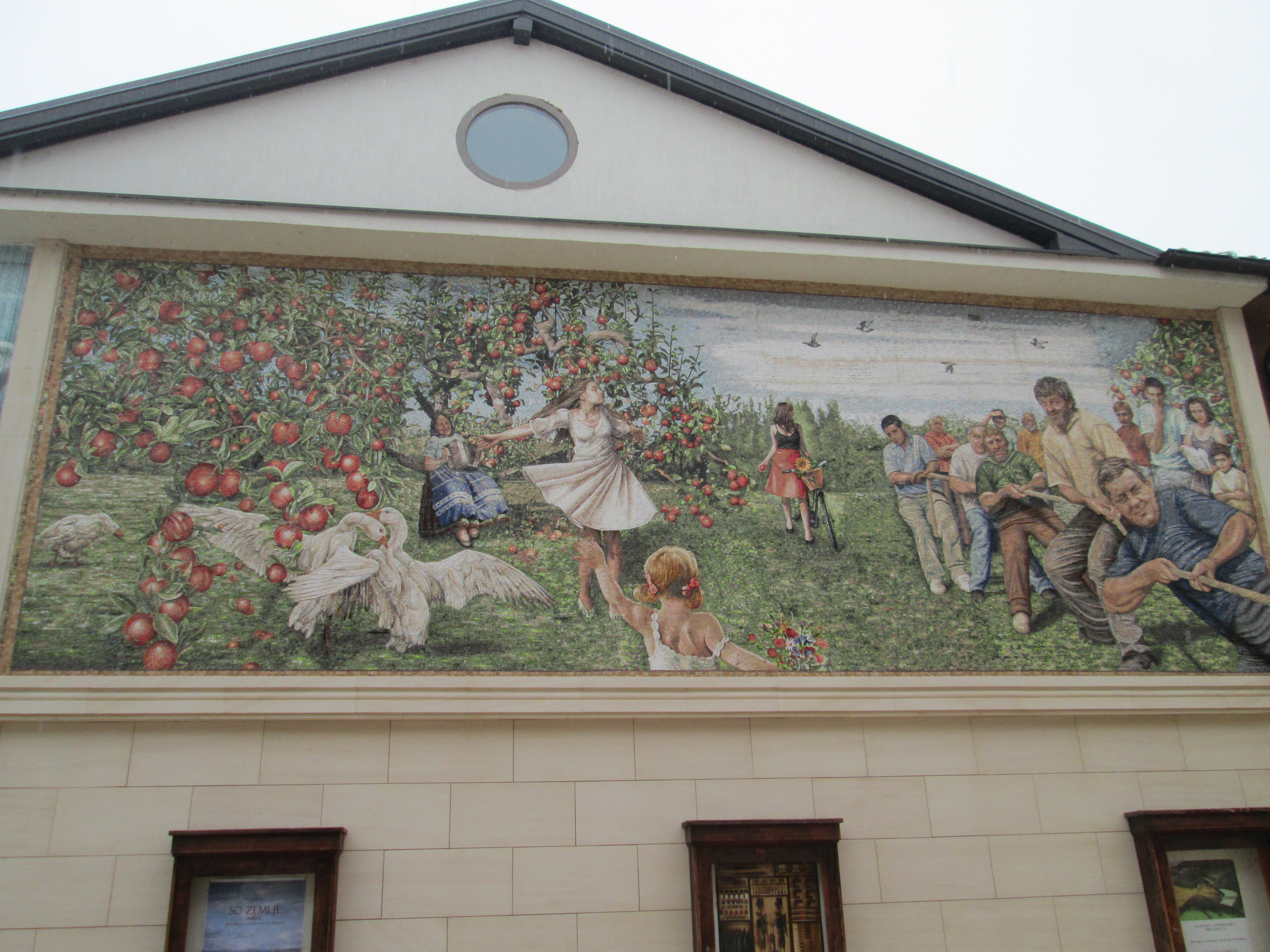
Atelier Wikipedia în Višegrad
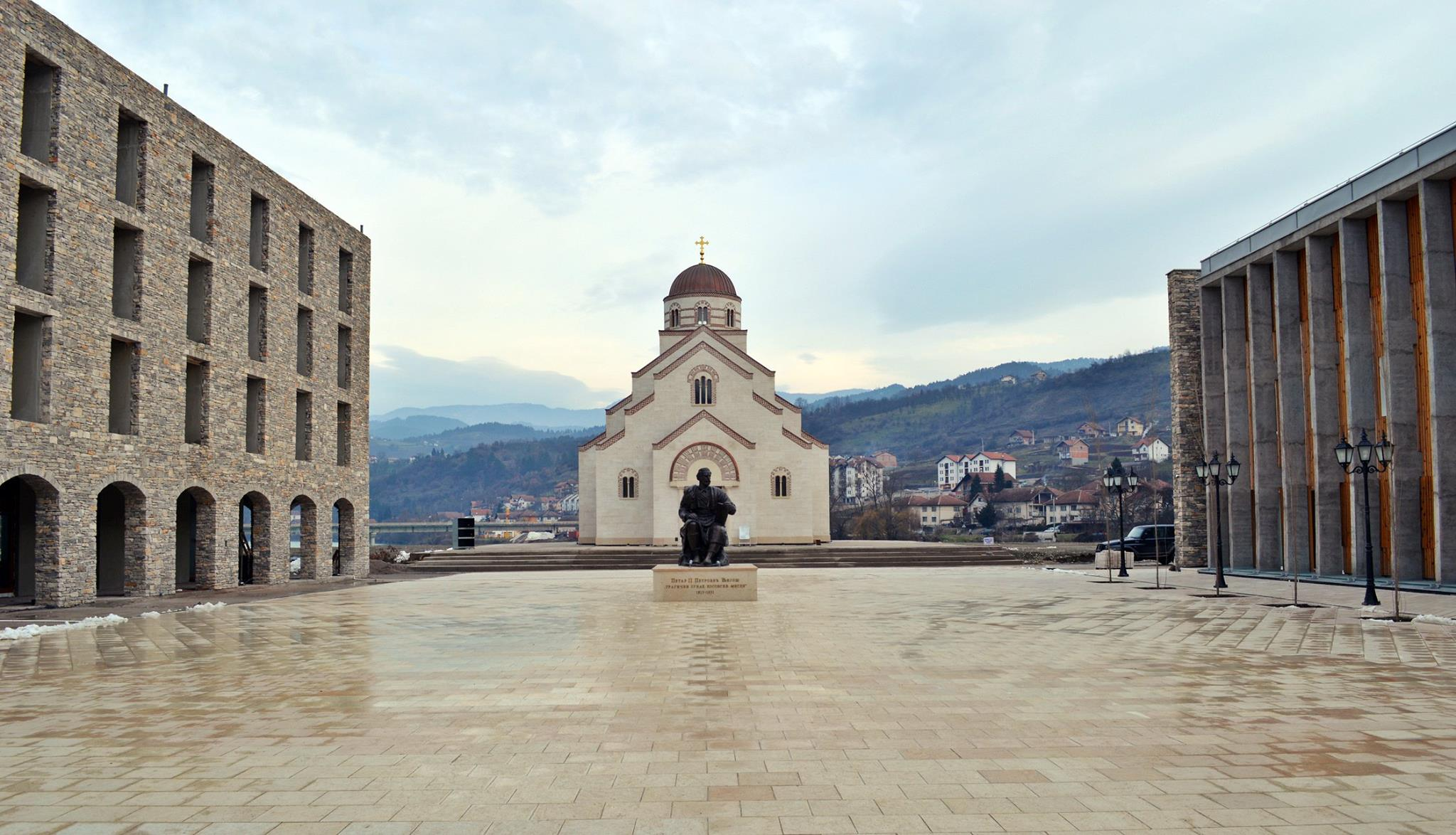
Piața Petar II Petrović Njegoš și Biserica Sfântul Lazăr (fundal)
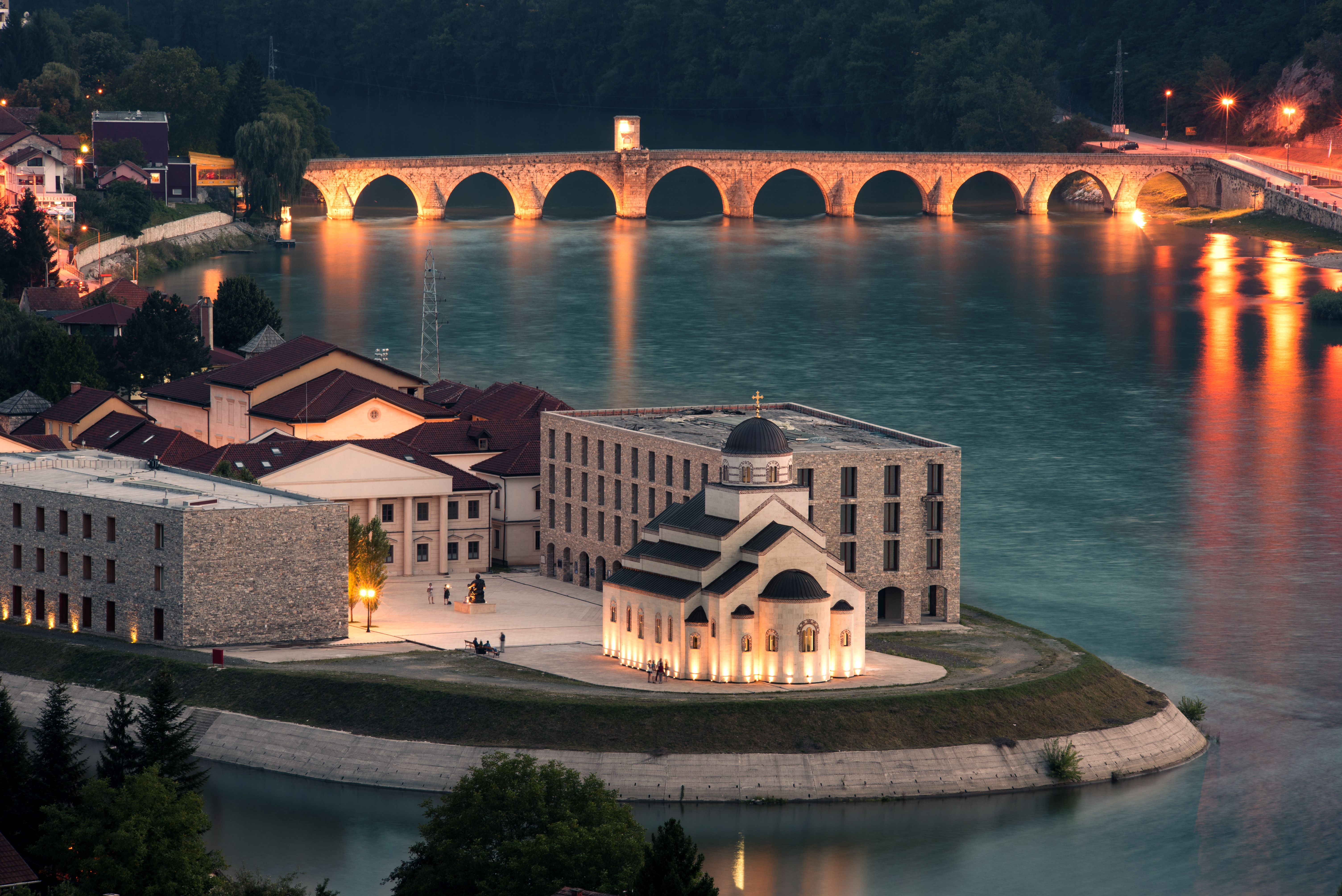
Andrićgrad - Podul Mehmed Paša Sokolović (fundal)